# Vasconcellea goudotiana
Vasconcellea goudotiana är en tvåhjärtbladig växtart som beskrevs av José Jéronimo Triana och Planch. Vasconcellea goudotiana ingår i släktet Vasconcellea och familjen Caricaceae. Inga underarter finns listade i Catalogue of Life.

## Bildgalleri

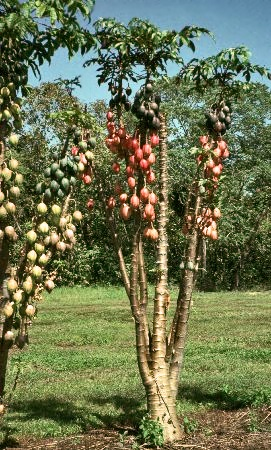
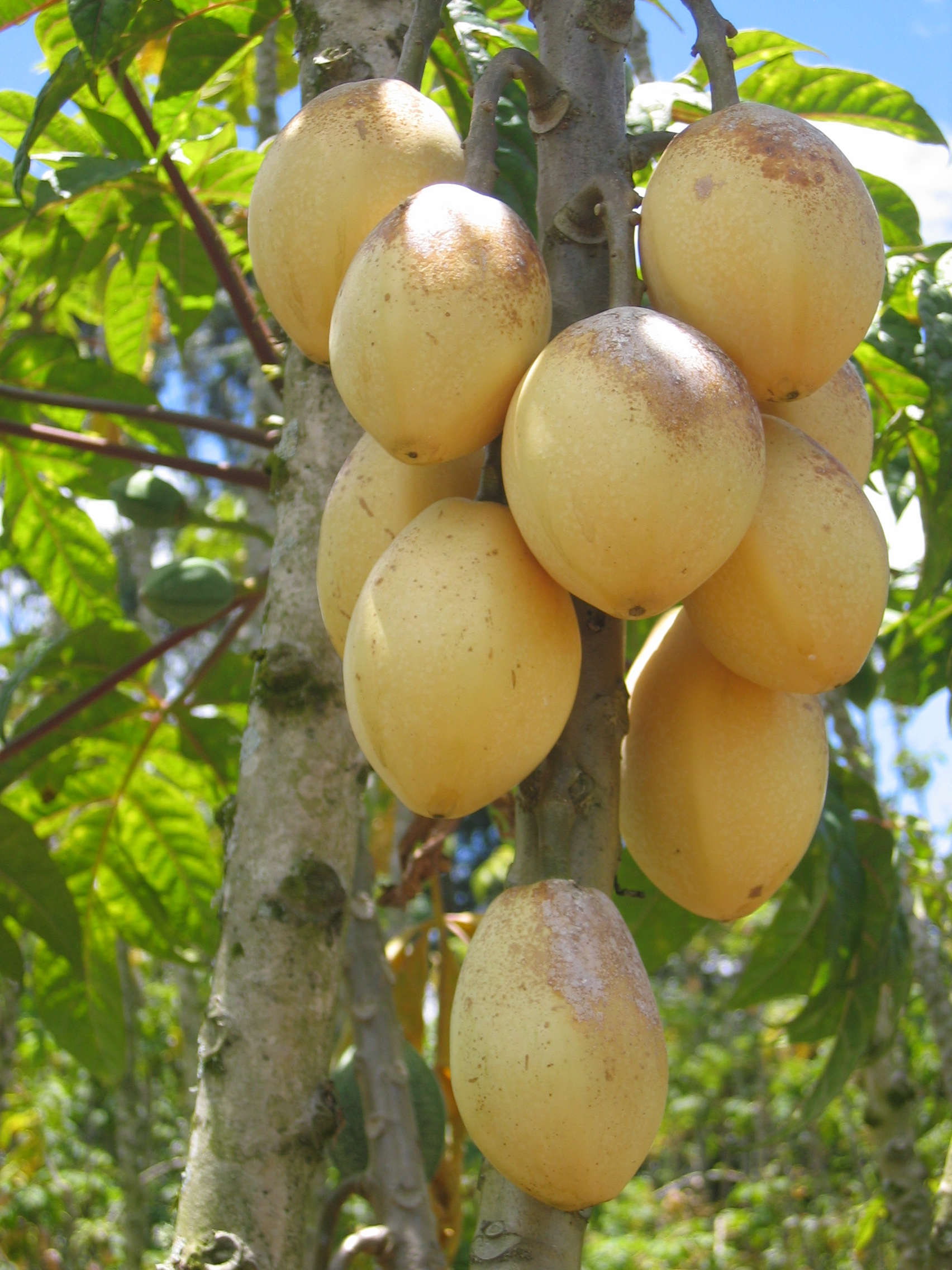
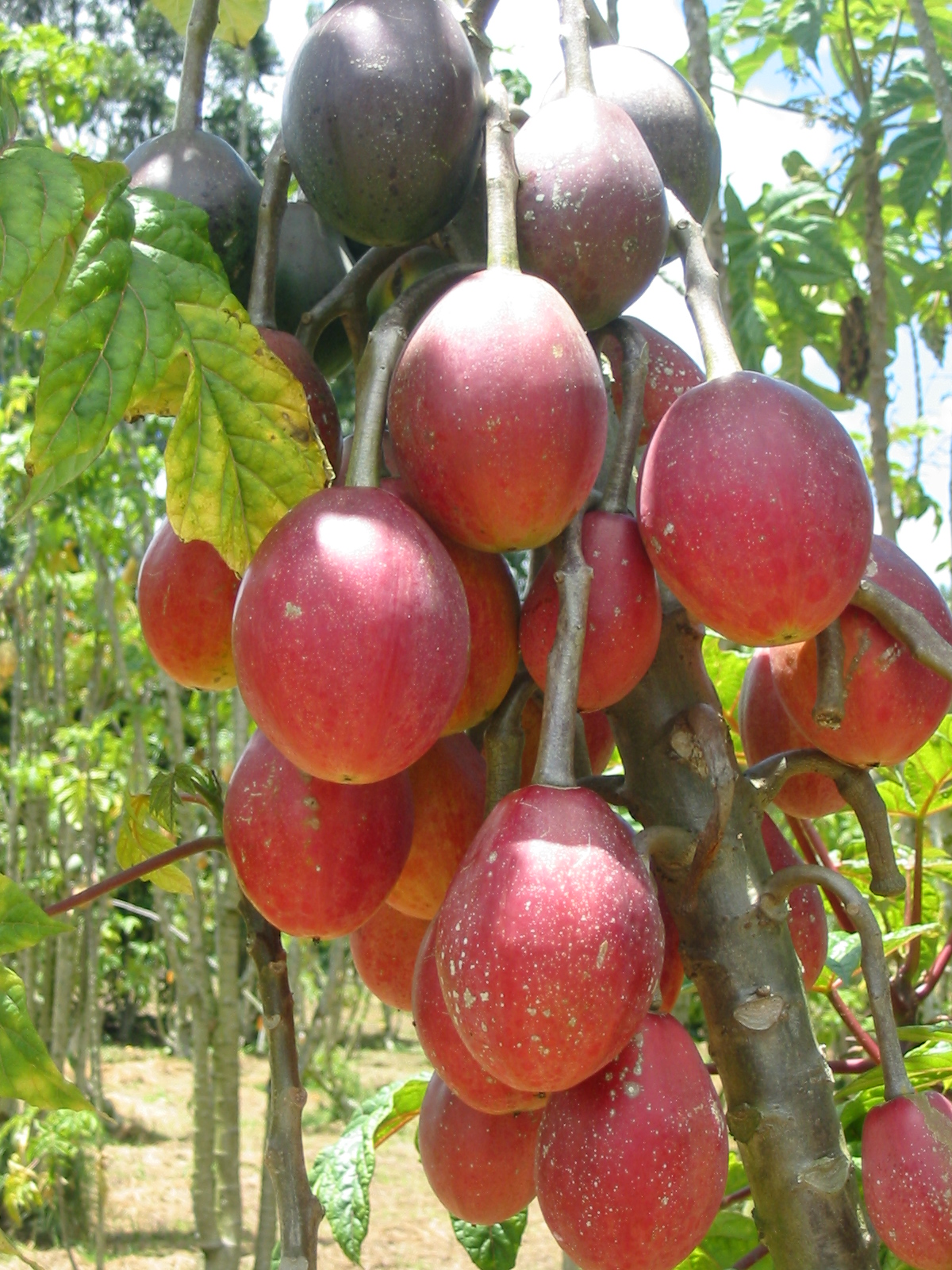